# Хинрих, Ханс
Ханс Хинрих (нем. Hans Hinrich, 1903—1974) — немецкий киноактёр, режиссёр и сценарист.

## Биография
Родился в 1903 году в Берлине. В 1928 году женился на немецкой актрисе Марии Кран. Кинокарьеру режиссёра начал в 1931 году на киностудии UFA. В его фильмах снимались популярные в то время немецкие актёры (Генрих Георге, Ханс Альберс и другие), но сами фильмы особо успешными не стали.
Ханс Хинрих имел еврейское происхождение, и с приходом к власти НСДАП в 1933 в его карьере и личной жизни начались быстро растущие проблемы, несмотря на заступничество жены, ставшей популярной в Рейхе актрисой, и несмотря на официальный переход в католицизм. В 1936 он был исключён из списков Имперской палаты культуры, однако смог избежать худшей участи, получив разрешение на выезд в Италию.
В Италии Ханс Хинрих жил и работал в Риме, эпизодически участвовал в съёмках итальянских фильмов, обычно под псевдонимами Джованни Хинрих или Джованни Хайнрих (Giovanni Hinrich, Giovanni Heinrich). После войны начался второй этап его более серьёзной актёрской карьеры, теперь в Италии. Началом стала роль инспектора Жавера в кинодраме «Отверженные» (1948) по роману Гюго.

доктор Боннаховен, «Римские каникулы» (1953)

В 1953 сыграл эпизодическую роль доктора Боннаховена в фильме «Римские каникулы». Его имя в титрах фильма не было указано, для полного же списка актёров им был использован новый псевдоним Хайнц Хиндрих (Heinz Hindrich). Этот псевдоним ни до того, ни после Хинрихом не использовался, возможно, из нежелания связывать своё имя с комедией (пусть и с элементами мелодрамы). Поэтому эту роль зачастую не включают во многие его официальные фильмографии. В популярных же базах данных можно найти несколько загадочного Хайнса Хиндриха без какой-либо биографии и с единственной эпизодической ролью в «Римских каникулах».
В 1955 году Ханс Хинрих возвращается в Западную Германию и выступает режиссёром нескольких теперь уже немецких фильмов. В 1958 году он получает пост главного директора нового Рурского музыкального театра в Гельзенкирхене. Этот пост он занимал до 1966 года.
Скончался в 1974 году.